# Krylatskoje
Krylatskoje (russisch Крыла́тское) ist ein gut 62.000 Einwohner zählender Ort in der russischen Hauptstadt Moskau. Er liegt am Rande der Stadt im Bezirk West am rechten Ufer der Moskwa und ist verwaltungstechnisch ein Stadtteil (Rajon). Heute ist Krylatskoje vor allem aufgrund seiner landschaftlich attraktiven Lage eine beliebte Wohngegend.

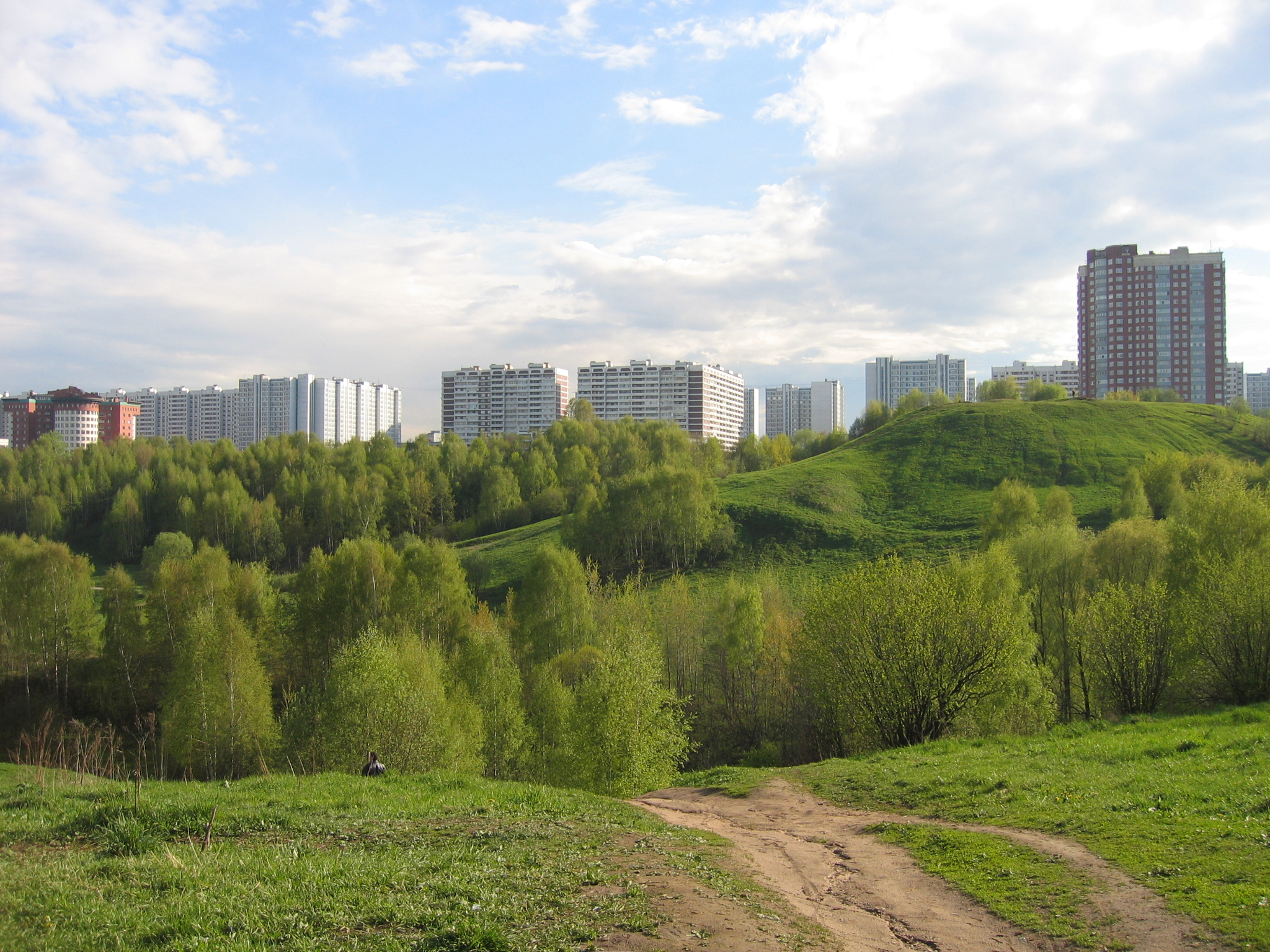
Blick auf die Hügellandschaft von Krylatskoje, im Hintergrund die Wohngebiete

## Geschichte

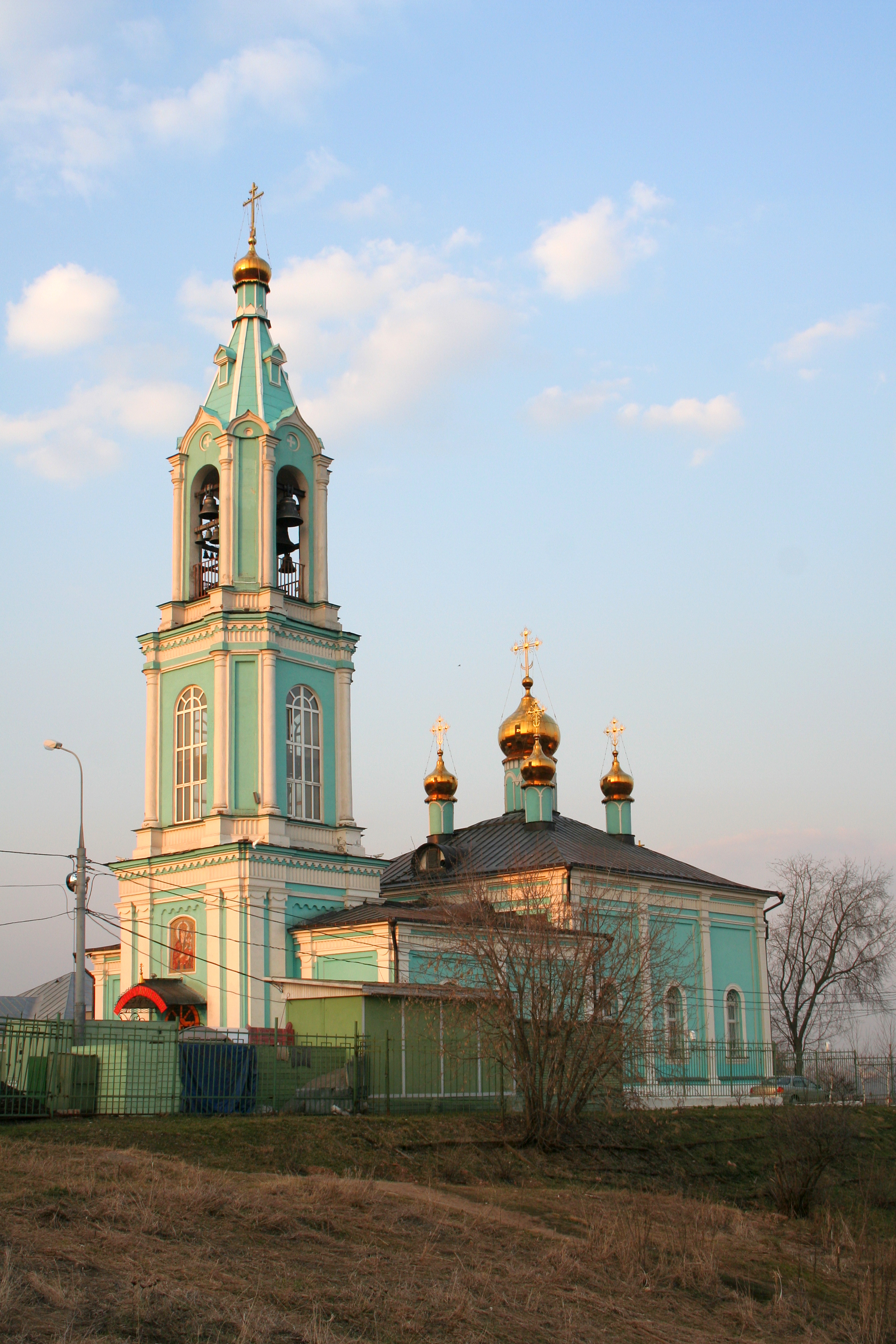
Gottesmutter-Geburtskirche

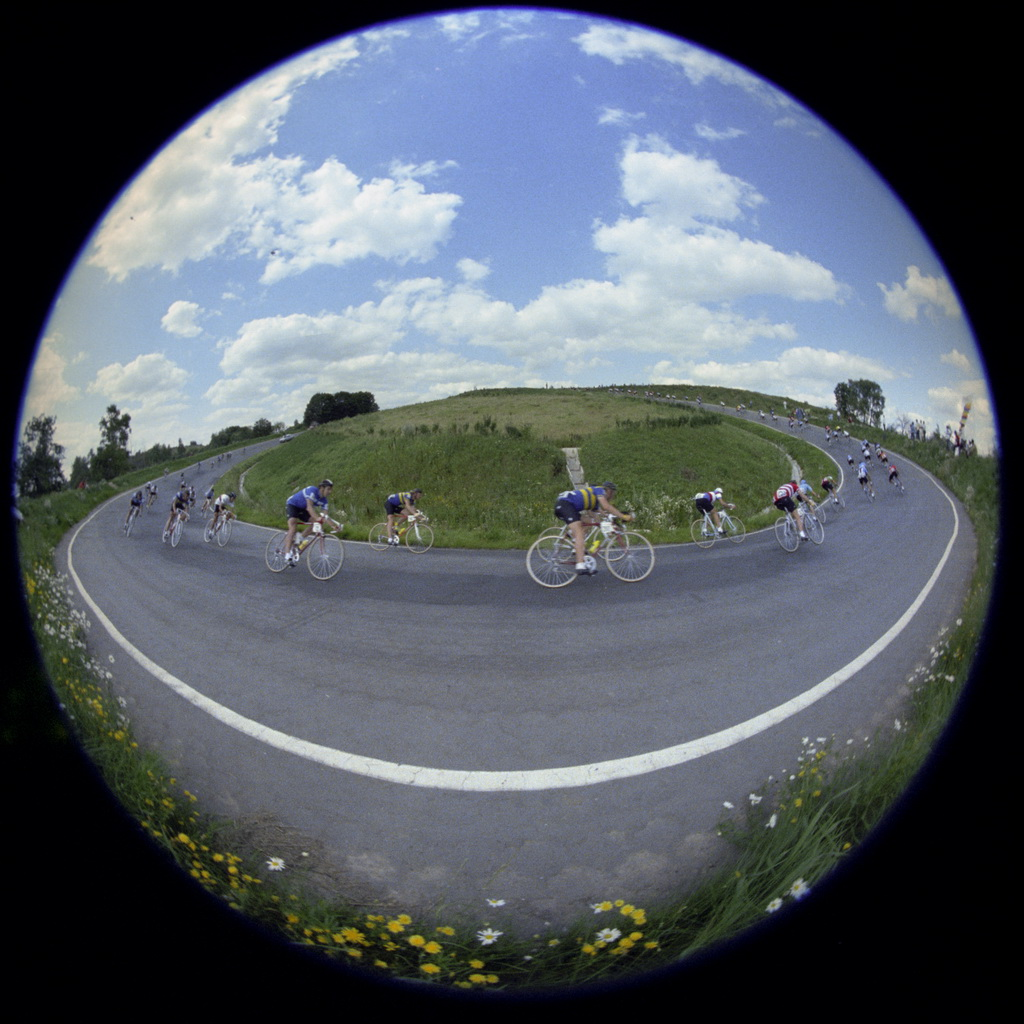
Straßen-Einzelrennen bei den Olympischen Sommerspielen 1980

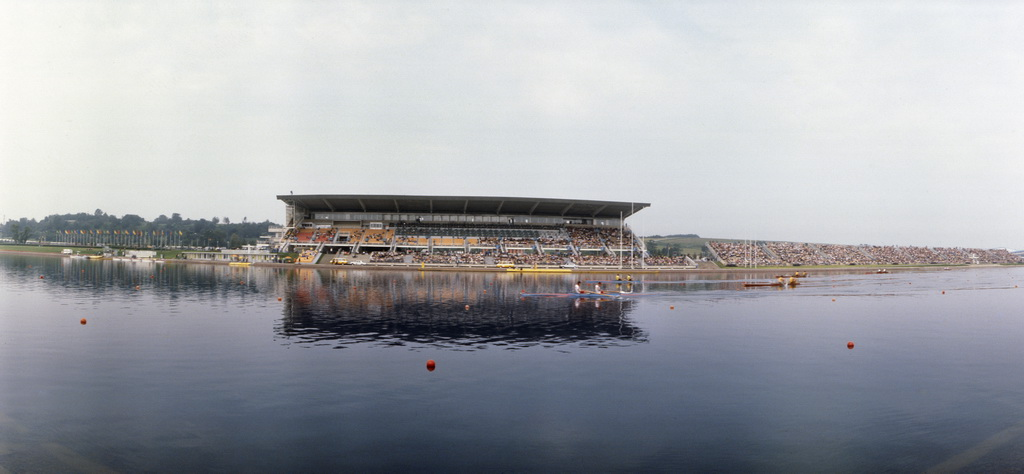
Ruderzentrum Krylatskoje

Krylatskoje zählt zu den ältesten Moskauer Stadtteilen: Bestimmte archäologische Funde deuten darauf hin, dass die Gegend möglicherweise schon im zweiten Jahrtausend v. Chr. besiedelt war. Die früheste urkundliche Erwähnung des Ortes, damals als ein Dorf namens Krylezkoje (russ. Крылецкое), geht auf das Jahr 1417 zurück. Laut dieser Schrift befand sich das Dorf damals im Eigentum des Moskauer Fürsten Wassili. Die Lage des Dorfes zwischen den Landstraßen, die Moskau mit Städten wie Moschaisk oder Wolokolamsk verbanden, machte es auch in höheren Kreisen des Zarenreiches bekannt. So legte dort laut Überlieferungen Iwan der Schreckliche des Öfteren Zwischenstopps ein und soll im Jahre 1554 auch der Einweihung einer damals dort neu errichteten Holzkirche beigewohnt haben.
Anfang des 17. Jahrhunderts erwarb ein Mitglied der Romanow-Familie das Dorf; laut einer Zählung aus dem Jahr 1646 bestand es damals aus 18 Bauernhöfen mit einer 24 Seelen zählenden Bevölkerung. Den Mittelpunkt des Ortes bildete die einige Jahrzehnte zuvor errichtete Holzkirche hoch auf einem Hügel sowie eine bis heute sprudelnde Wasserquelle im Tal. Nachdem die Holzkirche Anfang des 18. Jahrhunderts ausbrannte, errichtete man an ihrer Stelle eine neue Holzkirche, die wiederum Ende des 19. Jahrhunderts durch ein steinernes Kirchengebäude an gleicher Stelle sowie zusätzlich durch eine Kapelle an der als heilig geltenden Wasserquelle ersetzt wurde.
Ende des 19. und Anfang des 20. Jahrhunderts etablierte sich Krylatskoje als ein beliebtes Ausflugs- und Erholungsort wohlhabender Moskowiter, die dort auch Datschen errichteten.
Nach der Oktoberrevolution gingen in Krylatskoje, wie damals überall in Russland, die Bauernhöfe ins staatliche Eigentum über; wenig später entstand dort eine Kolchose, die in den 50er-Jahren durch einen großen Geflügelhof ergänzt wurde. Die Kirche des Ortes wurde 1936 auf staatliche Anordnung geschlossen und während der deutschen Luftangriffe im Zweiten Weltkrieg größtenteils abgebaut, damit sie mit ihrer Höhenlage nicht als Orientierungshilfe für die Flieger dienen konnte.
Im Zuge des Ausbaus der Moskauer Außenbezirke in den 1960er-Jahren wurde Krylatskoje 1960 nach Moskau eingemeindet und später komplett neu bebaut. Die alten Bauernhöfe an den Hügeln wurden abgerissen und in der Nähe hiervon ab den frühen 80er-Jahren zahlreiche Plattenbauviertel errichtet. Außerdem wurde Krylatskoje als Standort für mehrere Sportstätten der Olympischen Spiele von 1980 ausgewählt. So entstanden am Moskwa-Ufer nahe Krylatskoje in den späten 70er-Jahren eine überdachte Radrennbahn und eine künstliche Regattabahn. Die Hügellandschaft zwischen den Wohngebieten und der Moskwa entwickelte sich außerdem im Winter zu einem beliebten Skigebiet, das auch mit einem Sessellift ausgestattet wurde.
Im Laufe der 80er-Jahre wurde der Stadtteil immer weiter ausgebaut und entwickelte sich dadurch zu einer Massenwohngegend. Die Infrastruktur wurde weiter verbessert und Straßen neu errichtet; 1990 erhielt Krylatskoje mit der gleichnamigen Station einen Metro-Anschluss. Ende der 80er bis Anfang der 90er wurde die Kirche auf dem Hügel wiederaufgebaut und einige Jahre später ein Zufahrtsweg von den Wohngebieten bis zur Kirche aufgeschüttet. Aufgrund teilweise bewaldeter Hügellandschaften und fehlender Industrie gilt Krylatskoje bis heute als ökologisch sehr wenig belastet, was den Ort zu einer beliebten – und damit auch relativ teuren – Wohngegend macht. Auch die Nähe zur Villengegend rund um die Rubljowka treibt die Wohnungspreise hier in die Höhe.

## Sehenswürdigkeiten
Die markantesten Sehenswürdigkeiten des Ortes sind die seit 1998 als Landschaftsschutzgebiet ausgewiesenen, bis zu 60 Meter hohen Krylatskojer Hügel (russ. Крылатские холмы), die eine rund 200 Hektar große, teilweise bewaldete Fläche südlich des Moskwa-Ufers einnehmen. In einer der Schluchten zwischen den Hügeln fließt ein Bach, der von der bereits erwähnten Wasserquelle gespeist wird. Bis heute gilt die Qualität des Wassers aus dieser Quelle als sehr gut, was sie zu einem beliebten Ausflugsziel nicht nur unter Anwohnern macht. Die Hügellandschaft selbst wird von Naturliebhabern aufgrund ihrer für Moskauer Verhältnisse ungewöhnlich reichhaltigen Pflanzen- und Tierwelt geschätzt: So bietet das Gebiet Lebensraum für Wildtiere wie Hase, Hermelin, Wiesel, mehrere Fledermausarten, aber auch einige seltene Insektenarten.
Architektonisch interessant ist in Krylatskoje insbesondere die 1990 wiedererrichtete Gottesmutter-Geburtskirche aus dem 19. Jahrhundert, die sich auf einem der Hügel befindet. Etwa 40 Meter vom Gebäude entfernt wurden bei archäologischen Forschungsarbeiten auch Reste des ehemaligen Kirchhofs aus dem 16. Jahrhundert entdeckt.

## Verkehr und Infrastruktur
Krylatskoje ist verkehrstechnisch gut erschlossen und befindet sich in der Nähe einer Anschlussstelle des Moskauer Autobahnringes MKAD. Ende 2007 ist zusätzlich eine weitere Autobahnverbindung in Betrieb genommen, die über eine neue Moskwa-Brücke den Ort nördlich umgeht. Ein Teil dieser neuen Autobahnstrecke verläuft im neu errichteten Nordwesttunnel. Auch der öffentliche Personennahverkehr in Krylatskoje ist mittlerweile gut ausgebaut: Der Stadtteil wird durch mehrere Bus- und Trolleybuslinien sowie durch eine U-Bahn-Linie erschlossen. Es stehen 17 Schulen und drei öffentliche Büchereien zur Verfügung. Der Einzelhandel ist in Krylatskoje mit über 230 verschiedenen Geschäften sowie einem großen Einkaufszentrum nahe der Metrostation vertreten.

### U-Bahnhof Krylatskoje

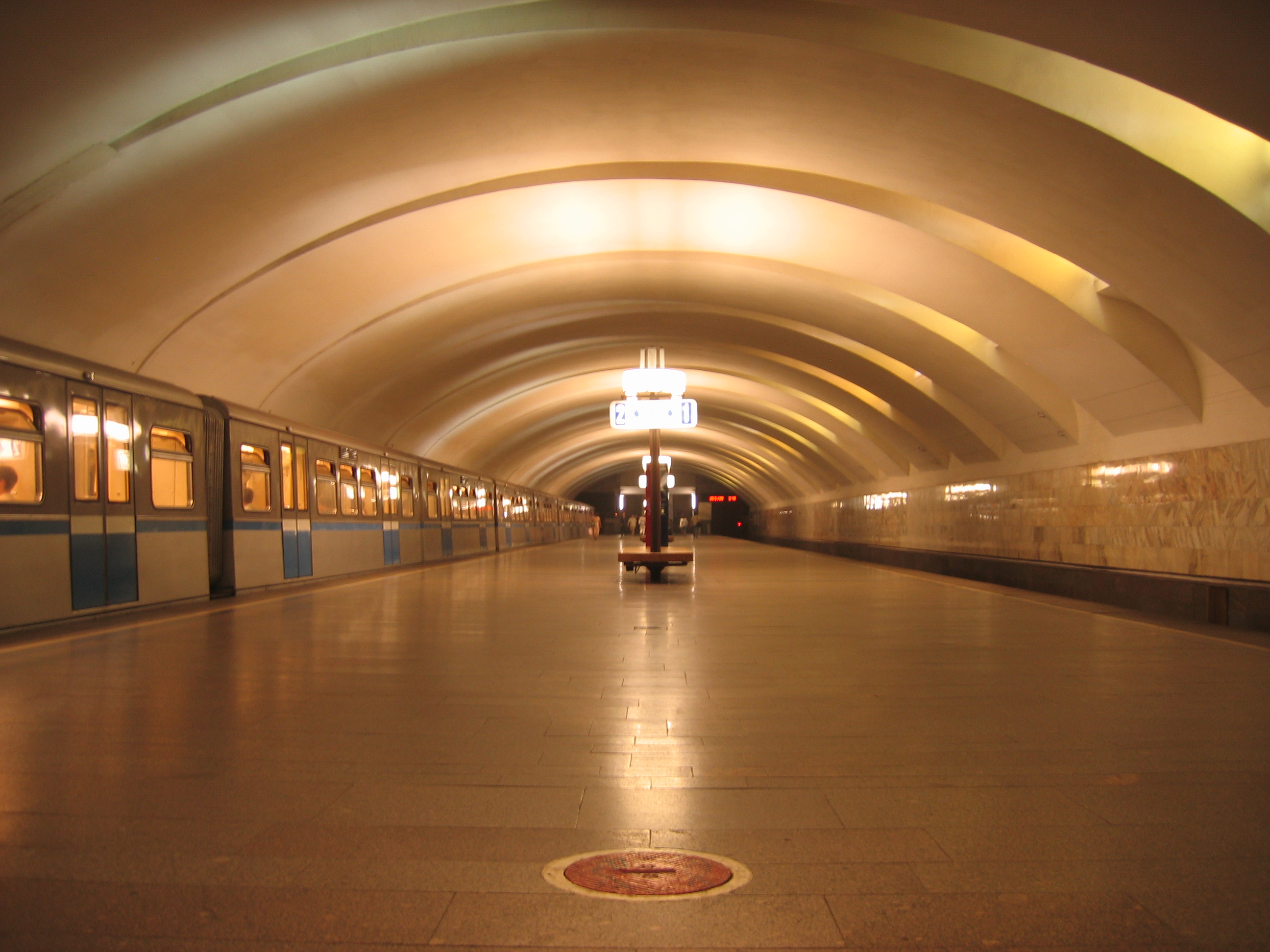
U-Bahnhof Krylatskoje

Die in Krylatskoje gelegene, gleichnamige Metrostation wurde am 31. Dezember 1989 in Betrieb genommen, damals im Rahmen einer Westverlängerung der Filjowskaja-Linie vom bisherigen Endbahnhof Molodjoschnaja um eine weitere Station. Seitdem die Arbatsko-Pokrowskaja-Linie Anfang 2008 vom bisherigen Endpunkt Park Pobedy bis Strogino verlängert wurde und dabei einen bestehenden, vorher zur Filjowskaja-Linie gehörenden Streckenabschnitt übernahm, wird der U-Bahnhof Krylatskoje nunmehr von Zügen dieser Linie angefahren.
Der Bahnhof liegt neuneinhalb Meter tief unter der Erdoberfläche und verfügt – typisch für Moskauer Metrostationen der 1970er- und 1980er-Jahre – über eine röhrenförmige Bahnsteighalle mit einem Mittelbahnsteig und zwei mit aufwärts laufenden Fahrtreppen ausgestatteten Ausgängen zur Zwischenebene. Die Wände über den Gleisen sind mit Platten aus grau gestreiftem weißem Marmor und der Fußboden mit schwarzem und grauem Granit verkleidet. In Anlehnung an die nahe gelegenen Sporteinrichtungen wie die Regattabahn erhielt der Bahnhof an den beiden Ausgängen eine bronzene Skulpturenkomposition mit stilisierten Darstellungen von Athleten.